# Expedição Southern Cross

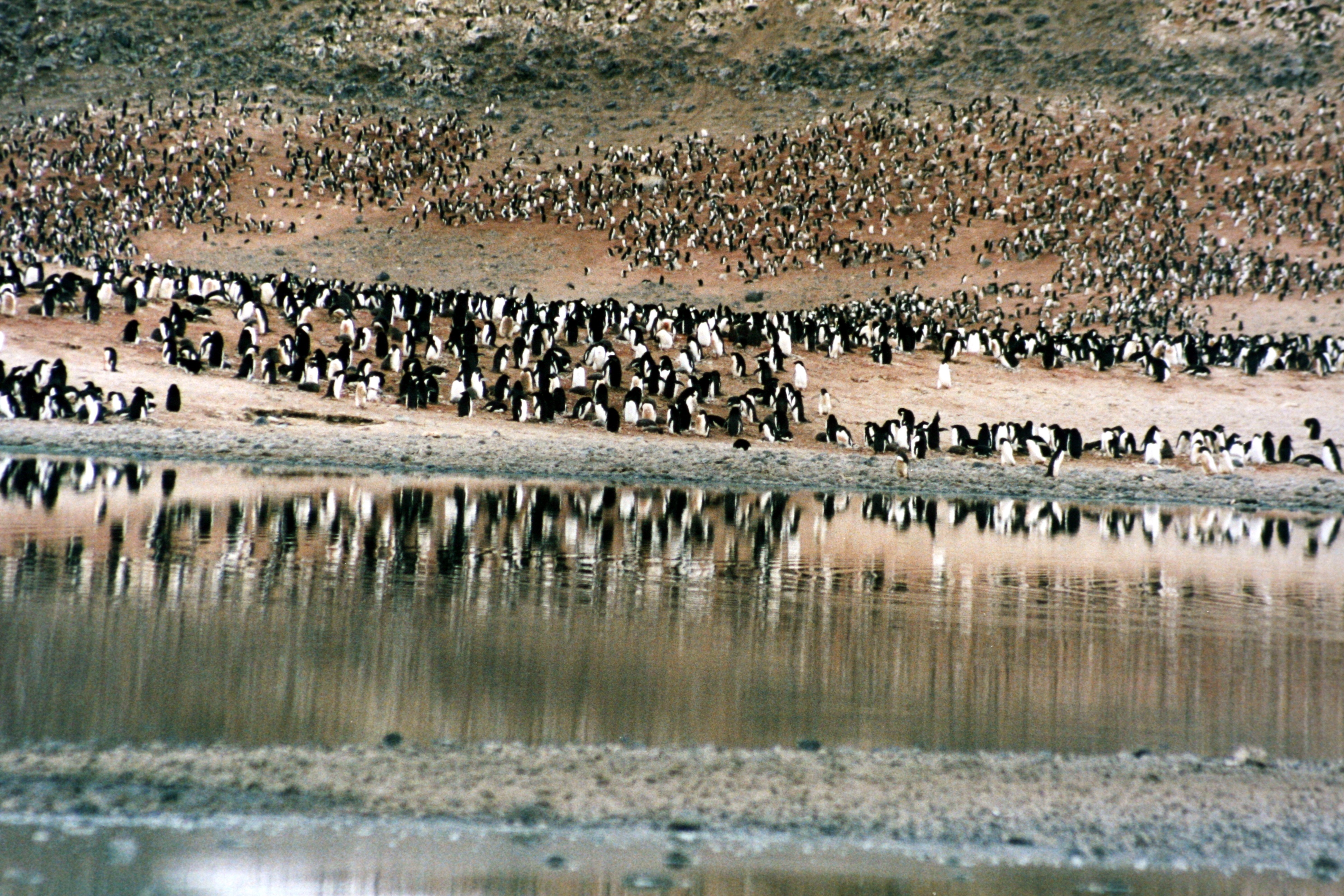
Local onde a Expedição Southern Cross atracou em cabo Adare, Antárctida, no meio de um grupo de pinguins (fotografia de 2001).

A Expedição Southern Cross, oficialmente conhecida por Expedição Britânica à Antárctida 1898–1900, foi a primeira expedição britânica da Idade Heroica da Exploração da Antártica, e a precursora das mais famosas expedições por Robert Falcon Scott e Ernest Shackleton. O idealizador desta aventura foi o explorador, e professor, anglo-norueguês Carsten Borchgrevink. Foi a primeira expedição durante o Inverno à Antárctida; a primeira a visitar a Plataforma de gelo Ross desde James Clark Ross, em 1839–43; e a primeira a desembarcar na sua superfície. Foi, também, a primeira a utilizar cães e trenós para transporte de pessoas e carga.
A expedição foi financiada pelo editor de revistas britânico George Newnes. O pessoal da expedição foi transportado para sul pelo navio Southern Cross em Agosto de 1898. O grupo de Borchgrevink passou o Inverno de 1899 no cabo Adare, a ponta noroeste do mar de Ross. Aqui, efectuaram um vasto conjunto de observações científicas, embora as possibilidades de explorar o interior fossem diminutas dado o terreno montanhoso e a existência de glaciares. Em Janeiro de 1900, o grupo saiu de cabo Adare no Southern Cross para explorar o mar de Ross, seguindo a rota de Ross 60 anos antes. Alcançaram a Grande Barreira de Gelo, onde uma equipa de três homens efectuou a primeira viagem de trenó na superfície da Barreira, durante a qual estabeleceram um novo recorde de latitude sul a 78°50′S.
No seu regresso a Inglaterra, a expedição teve uma recepção pouco calorosa por parte da sociedade de geografia de Londres que se encontrava ressentida pois já tinham preparado a sua própria expedição. Também duvidavam das qualidades de liderança de Borchgrevink, e criticavam as poucas informações científicas que a expedição recolheu. Apesar dos feitos alcançados na Antárctida no que respeita a sobrevivência e viagem, Borchgrevink nunca atingiria o estatuto de herói de Scott ou Shackleton, e a sua expedição acabou por ser esquecida perante os dramas sofridos pelas expedições destes dois exploradores do período mais marcante. No entanto, Roald Amundsen, conquistador do Polo Sul em 1911, reconheceu que a expedição de Borchgrevink deu a conhecer e ajudou a ultrapassar os duros obstáculos das viagens pela Antárctida, abrindo caminho a todas as expedições que se lhe seguiram.

## Antecedentes

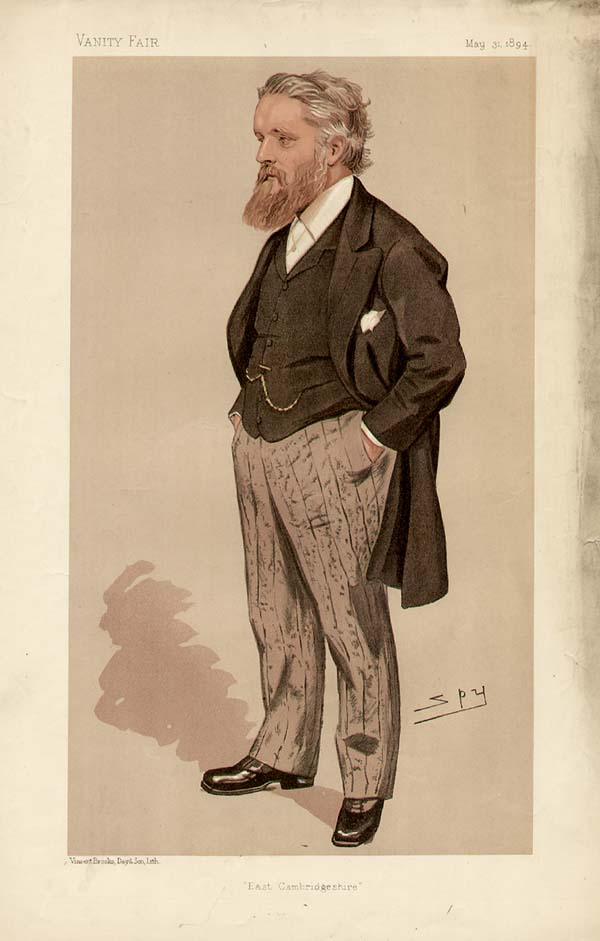
Desenho humorístico de Sir George Newnes.

Nascido em Oslo, em 1864, o seu pai era norueguês e a sua mãe inglesa. Carsten Borchgrevink emigrou para a Austrália em 1888, onde trabalhou em equipas de investigação no interior do país, antes de aceitar um cargo de professor na Nova Gales do Sul. Em 1894, juntou-se a uma expedição comercial, liderada por Henryk Bull, no navio baleeiro Antarctic, que seguiu até águas antárticas até ao cabo Adare, a entrada oeste do mar de Ross. Um grupo que incluía Bull e Borchgrevink, desembarcou por pouco tempo e reclamou para si o facto de ter sido o primeiro a pôr o pé no continente antártico — sem ter em conta que já em 1821 o pescador de focas norte-americano John Davis afirmava ter sido ele o primeiro a desembarcar na Península Antártica. Também passaram pelas ilhas Possessão, no mar de Ross, onde deixaram uma mensagem numa lata como prova da sua presença. Borchgrevink estava convencido que a localização do cabo Adare, com a sua imensa colónia de pinguins - fonte de alimento, água fresca e gordura - podia servir de base para uma futura expedição aí passar o Inverno e explorar o interior da Antártida.
Convencido de poder liderar uma expedição com aquele objectivo, Borchgrevink passou grande parte dos três anos seguintes a tentar juntar dinheiro na Austrália e em Inglaterra. Apesar de ter tido apoio da Real Sociedade Geográfica (RSG), onde participou no Congresso Internacional de 1895, não teve um grande sucesso inicial. Na realidade, a RSG estava a desenvolver planos para a sua própria Expedição Antártica Nacional, e andava em processo de angariação de fundos financeiros; Borchgrevink era visto pelo presidente da RSG, Sir Clements Markham como um intruso estrangeiro e um rival na angariação de dinheiro. No entanto, Borchgrevink conseguiu convencer o editor Sir George Newnes (cujo rival, Alfred Harmsworth apoiava o empreendimento de Markham) a suportar o custo total da expedição, cerca de 40 000 libras (aproximadamente £ 4 489 000,00 em 2020). Este apoio enfureceu Markham e a RSG pois, se o donativo de Newnes tivesse sido efectivamente entregue, teria sido suficiente para "acabar com a Expedição Nacional".
Newnes fez uma exigência: a expedição de Borchgrevink tinha de navegar com bandeira Britânica, e ser designada por Expedição Antártica Britânica. Borchgrevink concordou, embora apenas dois membros da expedição fossem britânicos. Esta situação aumentava, ainda mais, a hostilidade entre Markham e a expedição de Borchgrevink, que castigou o bibliotecário da RSG, Hugh Robert Mill, por estar presente no lançamento da Expedição Southern Cross. Ali, Mill brindou ao sucesso da expedição de forma entusiástica, dizendo "é uma vergonha para o empreendimento humano" que ainda haja regiões da Terra que o homem ainda não tenha tentado alcançar. Ele mostrou a esperança de que esta vergonha terminasse com a "generosidade de Sir George Newnes e a coragem do Sr. Borchgrevink".

## Organização

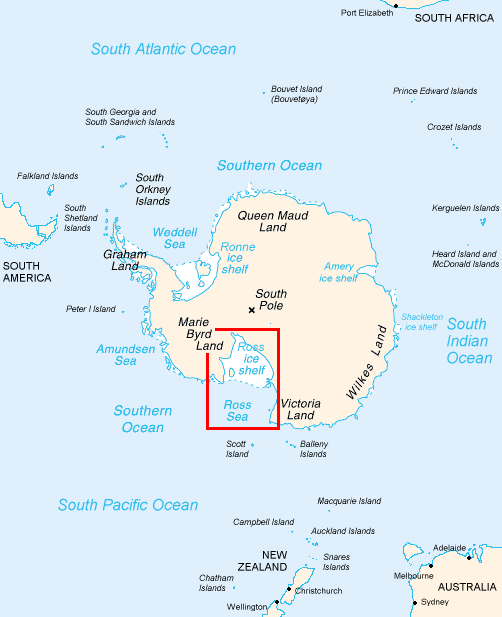
Mapa da Antárctida com a área de trabalho da expedição assinalada por um rectângulo vermelho. O cabo Adare fica situado no extremo do canto inferior direito do rectângulo; a Plataforma de gelo Ross está situada ao meio do rectângulo.

### Objectivos da expedição
A expedição organizada por Borchgrevink tinha vários objectivos, desde comerciais, científicos e geográficos. Também tinha pensado em explorar os extensos depósitos de guano que ele tinha visto na viagem que fez em 1894–95, mas acabou por desistir. Em várias palestras dadas em sociedades geográficas, ele salientou o vasto trabalho que podia ser realizado por uma expedição residente, incluindo a possibilidade de estabelecer a localização do Polo sul magnético. A equipa de cientistas que Borchgrevink nomeou, embora inexperientes, abrangiam uma grande diversidade disciplinar: magnetismo, meteorologia, biologia, zoologia, taxidermia e cartografia. Borchgrevink também esperava que as conquistas científicas da expedição pudessem ser acompanhadas por descobertas e viagens geográficas significativas, e talvez mesmo uma tentativa de atingir o Polo Sul. Sem qualquer conhecimento sobre a geografia do continente, ele não sabia que o local da base em cabo Adare excluiria qualquer exploração mais profunda no interior da Antárctida.

### Navio
Para navio da sua expedição, Borchgrevink comprou um baleeiro a vapor, o Pollux, que tinha sido construído no estaleiro do construtor naval norueguês Colin Archer. Archer tinha desenhado e construído o Fram para Fridtjof Nansen que, em 1896, tinha regressado em boas condições da sua longa viagem ao oceano polar do norte, durante a sua expedição ao Norte, entre 1893 e 1896. O Pollux, o qual Borchgrevink mudou de nome para Southern Cross, era um navio de três mastros com 520 toneladas e 45 m de comprimento. Os motores tinham sido construídos de acordo com indicações de Borchgrevink, e foram instalados antes do navio partir da Noruega. Embora Markham tivesse dúvidas sobre a sua navegabilidade (talvez para bloquear a partida de Borchgrevink), o navio cumpria com todos os requisitos para navegar em águas antárticas. Tal como outros navios polares históricos, a sua vida a seguir a uma expedição polar era curta; foi vendido à Newfoundland Sealing Company e, em Abril de 1914, afundou-se durante uma tempestade ao largo da costa da Terra Nova.

### Membros da expedição

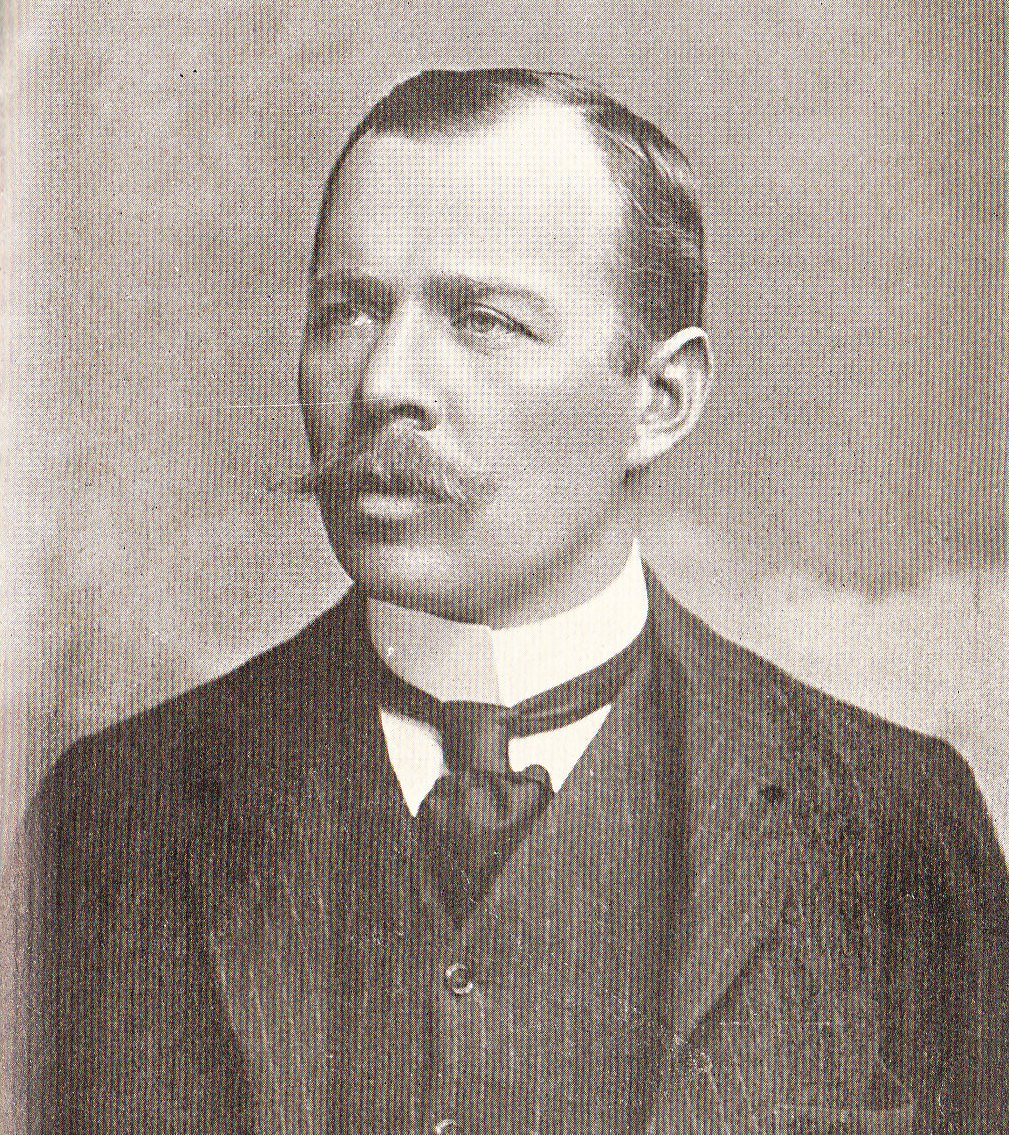
Carsten Borchgrevink, líder da expedição.

O grupo terrestre de dez homens que iría passar o Inverno em cabo Adare, era constituído por Borchgrevink, cinco cientistas, um médico, um cozinheiro, que também tinha outras funções gerais, e dois guias de cães. Deste grupo, cinco eram noruegueses, dois ingleses, um australiano e dois lapões (os especialistas em cães), também referidos em alguns relatos da expedição como "Lapps" ou "Finns". Entre os cientistas estava Louis Bernacchi, que tinha estudado magnetismo e meteorologia no Observatório de Melbourne. Ele foi escolhido para a Expedição Antártica Belga (1897–99), mas não pode ir; o navio dessa expedição, o RV Belgica, não conseguiu atracar em Melbourne, em direcção a sul, deixando Bernacchi em terra. Bernacchi decidiu viajar para Londres e assegurou um lugar no grupo científico de Borchgrevink. O seu relato da Expedição Southern Cross, publicada em 1901, criticava alguns aspectos do tipo de liderança de Borchgrevink, mas defendia as conquistas científicas. Em 1901, Bernacchi voltou à Antárctida como médico da Expedição Discovery de Robert Scott. Outro membro do grupo de Borchgrevink que também tinha participado na Discovery (a bordo do navio de salvamento Morning), era o inglês William Colbeck, um marinheiro experiente com uma comissão como tenente na reserva da Marinha Real Britânica. Para ir mais preparado para a expedição, Colbeck tirou um curso em magnetismo no Observatório Kew.
O assistente de zoologia de Borchgrevink era Hugh Blackwell Evans, filho de um vigário de Bristol, que tinha passado três anos numa quinta de pecuária no Canadá, e também tinha experiência como caçador de focas, numa viagem que efectuou às Ilhas Kerguelen. O zoólogo-chefe era Nicolai Hansen, licenciado na Universidade de Christiana. Também parte do grupo terrestre estava Herlof Klovstad, o médico da expedição, cujo último trabalho tinha sido num asilo para pessoas com problemas mentais, em Bergen. Os outros eram Anton Fougner, assistente geral e científico; Kolbein Ellifsen, cozinheiro; e os dois guias de cães, Per Savio e Ole Must. Savio e Must, com 21 e 20 anos de idade, respectivamente, eram os mais novos do grupo. Mais tarde, Borchgrevink descreveria Savio como "conhecido por ser fiel, ousado e inteligente".
A tripulação do navio, comandado pelo capitão Bernard Jensen, consistia em 19 marinheiros noruegueses e um sueco. Jensen tinha grande experiência em navegar no gelo tanto no Árctico como na Antárctida, e já tinha estado com Borchgrevink na viagem do Antarctic em 1894–95.

## Viagem

### Cabo Adare
O Southern Cross partiu de Londres no dia 23 de Agosto de 1898, depois de ter sido inspeccionado pelo futuro rei Jorge de Inglaterra, que entregou a Bandeira do Reino Unido. Juntamente com os membros da expedição, equipamento e provisões, o navio transportava cães siberianos para puxar os trenós, os primeiros a serem utilizados nas expedições à Antárctida. Depois de uma última escala em Hobart, na Tasmânia, para abastecer, o navio seguiu para a Antárctida a 19 de Dezembro. Passaram pelo Círculo Polar Antártico no dia 23 de Janeiro de 1899, sendo, depois, bloqueados pelas placas de gelo. O cabo Adare foi avistado a 16 de Fevereiro e, no dia seguinte, o Southern Cross ancorou ao largo do cabo.
O cabo Adare tinha sido descoberto pelo explorador James Clark Ross durante a sua expedição de 1839–43. Ficava situado no extremo de um longo promontório; por baixo do cabo existia uma zona entremarés, onde Bull e Borchgrevink desembarcaram por pouco tempo, em 1895. Esta zona é um dos locais onde se pode observar uma das maiores colónias de Pinguins-de-Adélia do continente, e, tal como Borchgrevink constatou em 1895, "Neste local em particular, há espaço suficiente para casas, tendas e provisões". A abundância de pinguins fornecia tanto comida como combustível.

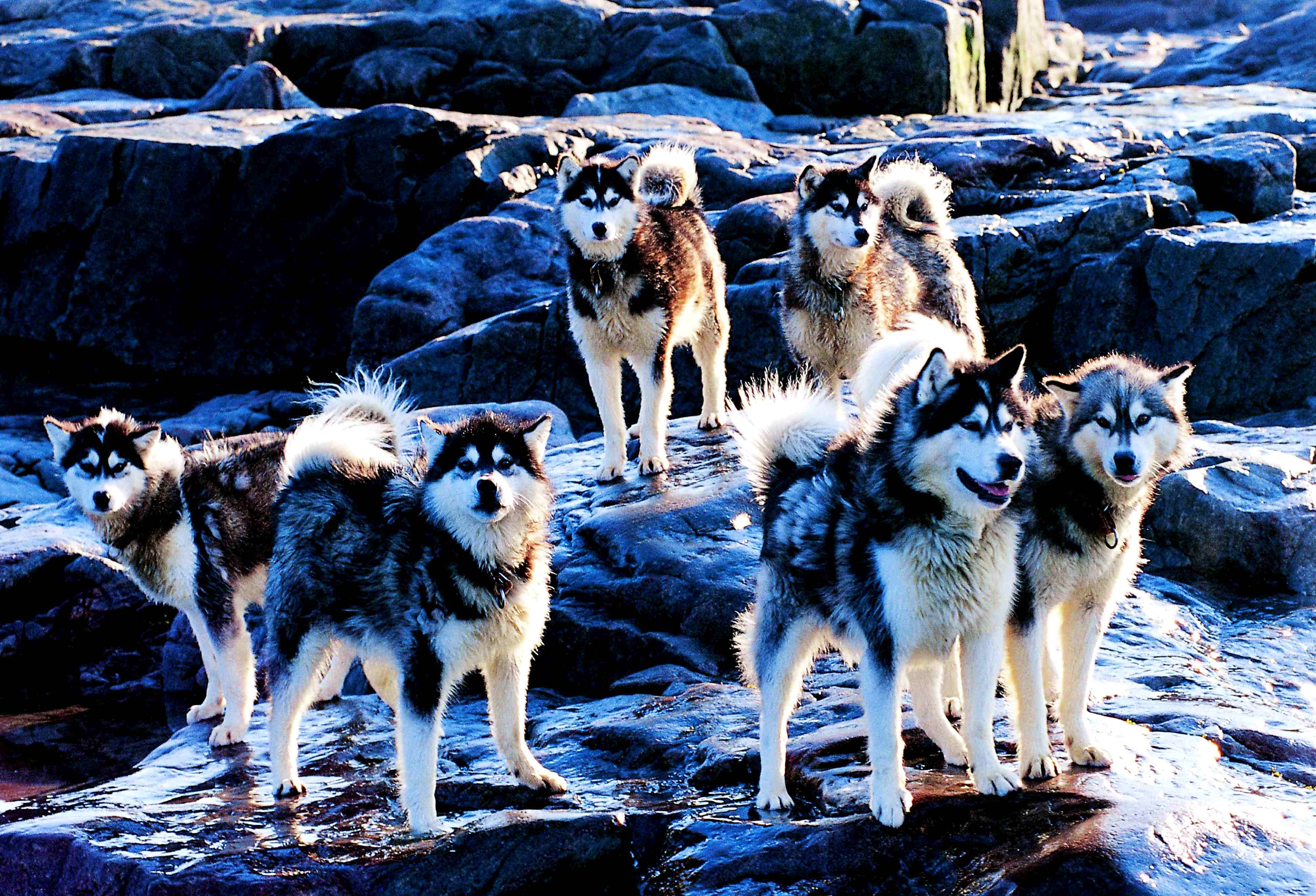
A expedição foi a primeira a utilizar cães na Antárctida.

O desembarque teve início em 17 de Fevereiro. Os primeiros foram os 75 cães e os seus dois tratadores, que ficaram com eles e assim tornaram-se os primeiros homens a passar uma noite no continente antárctico. Durante os 12 dias seguintes, desembarcaram o resto do equipamento e os mantimentos, e construiriam duas cabanas pré-fabricadas, uma como aposentos e outra como armazém. Estas foram os primeiros edifícios a serem construídos no continente. Foi, também, montada uma terceira estrutura com material que tinha sobrado, para ser utilizada como cabana para estudar o magnetismo. A cabana que servia de aposentos era pequena para acomodar dez homens e, aparentemente, precária — mais tarde, Bernacchi faria uma descrição da cabana como um espaço de "4,5 metros quadrados, preso por cabos à costa rochosa". Os cães estavam abrigados em canis feitos com os caixotes de empacotar o equipamento. A 2 de Março, a base, baptizada com o nome de Camp Ridley, o nome de solteira da mãe de Borchgrevink, ficou completa, e a bandeira do Duque de York foi hasteada. Nesse dia,  o Southern Cross zarpou para a Austrália, para aí passar o Inverno.
No interior da cabana havia duas pequenas divisões, uma utilizada como quarto escuro para revelar fotografias, e a outra para taxidermia. Na divisão principal, a luz natural entrava por uma janela fechada de vidros-duplos e por uma pequena abertura na parede norte. Foram colocados beliches à volta das paredes exteriores e, ao centro, estava uma mesa e um fogão. Durante as breves semanas antes de o Inverno se instalar, os membros da equipa realizaram viagens de trenó para testar o equipamento, no gelo do mar perto da baía Robertson, analisando a costa e recolhendo espécimes de pássaros e peixes. Também caçaram focas e pinguins para a sua alimentação e combustível. A partir do dia em que o Inverno se instalou, as actividade no exterior da cabana foram reduzidas devido às condições extremas desta estação, em meados de Maio.

### Inverno antárctico

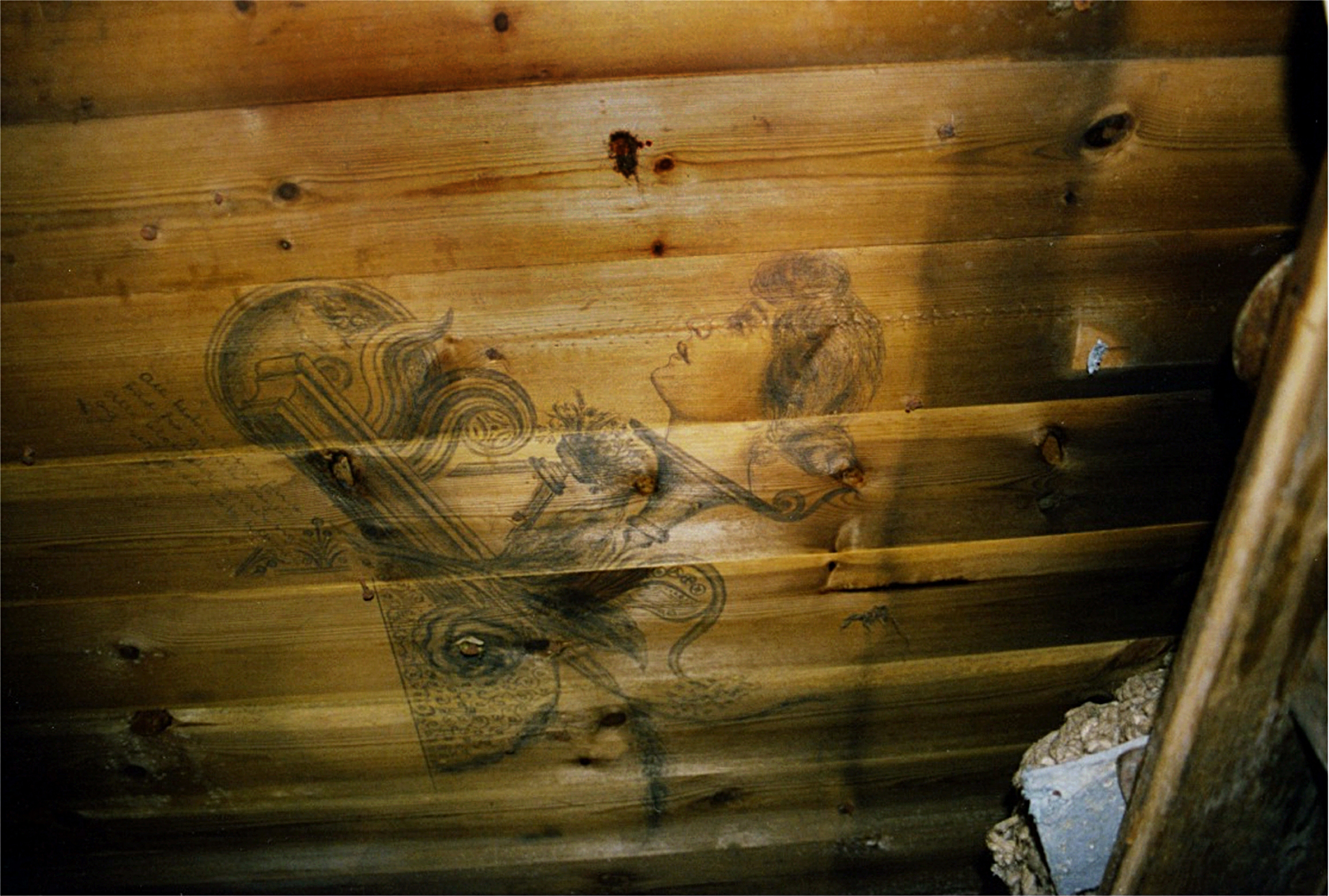
Desenho feito por Kolbein Ellefsen na parede por cima da sua cama.

Com o Inverno instalado, o grupo de homens passava cada vez mais tempo fechado na sua cabana. Foi um período difícil; Bernacchi registou o crescente tédio e irritação: "Os oficiais e os outros homens, dez no total, facilmente se irritavam uns com os outros". Durante este período de tensão e limitação de movimentos, as capacidades de liderança de Borchgrevink não se fizeram sentir; ele era, escreveu Bernacchi, "com todo o respeito;... um mau líder". O historiador polar Ranulph Fiennes refere que em condições de "anarquia democrática", a sujidade, a desordem e a inactividade eram a ordem do dia.
Borchgrevink não tinha formação como cientista e a sua incapacidade de manusear equipamento e efectuar simples observações, era motivo de preocupação entre o grupo. No entanto, o programa de observações científicas continuava; o exercício físico fora da cabana era habitual; conforme as condições atmosféricas iam permitindo e, como distração adicional, Savio improvisou uma sauna em buracos ao longo da cabana. Organizaram concertos, com projecção de fotografias, cantigas e leituras. Durante todo este período ocorreram dois incidentes que quase provocaram duas vítimas. Num deles, uma vela deixada ao lado de um beliche incendiou a cabana provocando estragos consideráveis. No outro, três membros do grupo quase morreram asfixiados enquanto dormiam, devido a fumo de carvão.

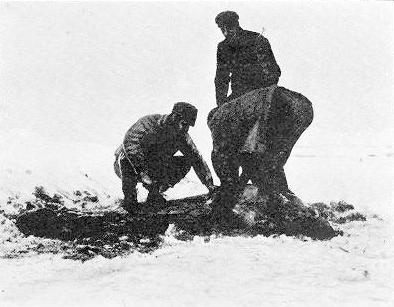
Inverno de 1899: Colbeck, Bernacchi e Evans a tirar a pele a uma foca.

Em termos de alimentação, o grupo estava bem fornecido com manteiga, chá e café, arenques, sardinhas, queijo, sopa, pudim de ameixa, batatas liofilizadas e vegetais. Contudo, cedo começaram as reclamações sobre não haver quaisquer luxos; Colbeck observou que "todas as frutas enlatadas do grupo terrestre ou tinham sido comidas na viagem ou deixadas a bordo para a tripulação". Também não havia muito tabaco, embora tivessem embarcado cerca de 500 kg. Apenas uma quantidade de tabaco para mascar desembarcou.
O zoólogo Nicolai Hansen, ficou doente durante o Inverno. A 14 de Outubro faleceu, aparentemente de problemas intestinais, tornando-se a primeira pessoa a ser enterrada no continente antárctico. A sepultura foi aberta no gelo com dinamite, no cume do cabo. Bernacchi escreveu: "Havia silêncio e paz no ar, nada incomodava aquele sono eterno a não ser o voo das aves marinhas". Hansen deixou a mulher e uma filha ainda recém-nascida.
Quando a Primavera começou a fazer-se sentir, o grupo preparou-se para as principais viagens utilizando os trenós e os cães. No entanto, o seu acampamento-base ficava separado do interior do continente por grandes cadeias montanhosas, e as viagens através da zona costeira eram dificultadas pelo inseguro gelo do mar. Estes factores restringiram-lhes a extensão da sua exploração, que ficava limitada à baía e a algumas áreas próximas. Aqui, descobriram uma pequena ilha a que deram o nome de Duque de York, o patrono da expedição. Anos mais tarde, esta descoberta foi posta em causa por membros da expedição Discovery, de Scott, que disseram que a ilha "não existia", mas a sua posição foi confirmada a 71°38′S, 170°04′E.

### Exploração do mar de Ross
O Southern Cross regressou a cabo Adare a 28 de Janeiro de 1900. Borchgrevink iniciou o processo de desmontagem do acampamento e a transferir os mantimentos para o navio, mas, aparentemente, abandonou estas acções alguns dias depois, embarcou no navio e, a 2 de Fevereiro, navegou para sul até ao mar de Ross. Dois anos depois, quando o local do acampamento foi visitado por membros da expedição Discovery, foram descobertos indícios de uma partida desorganizada e desordeira;  Edward Wilson escreveu; "... montes lixo por todo o lado, e um pilha de caixotes de provisões, pássaros mortos, focas, cães, equipamento de trenó;... e sabe Deus lá que mais".

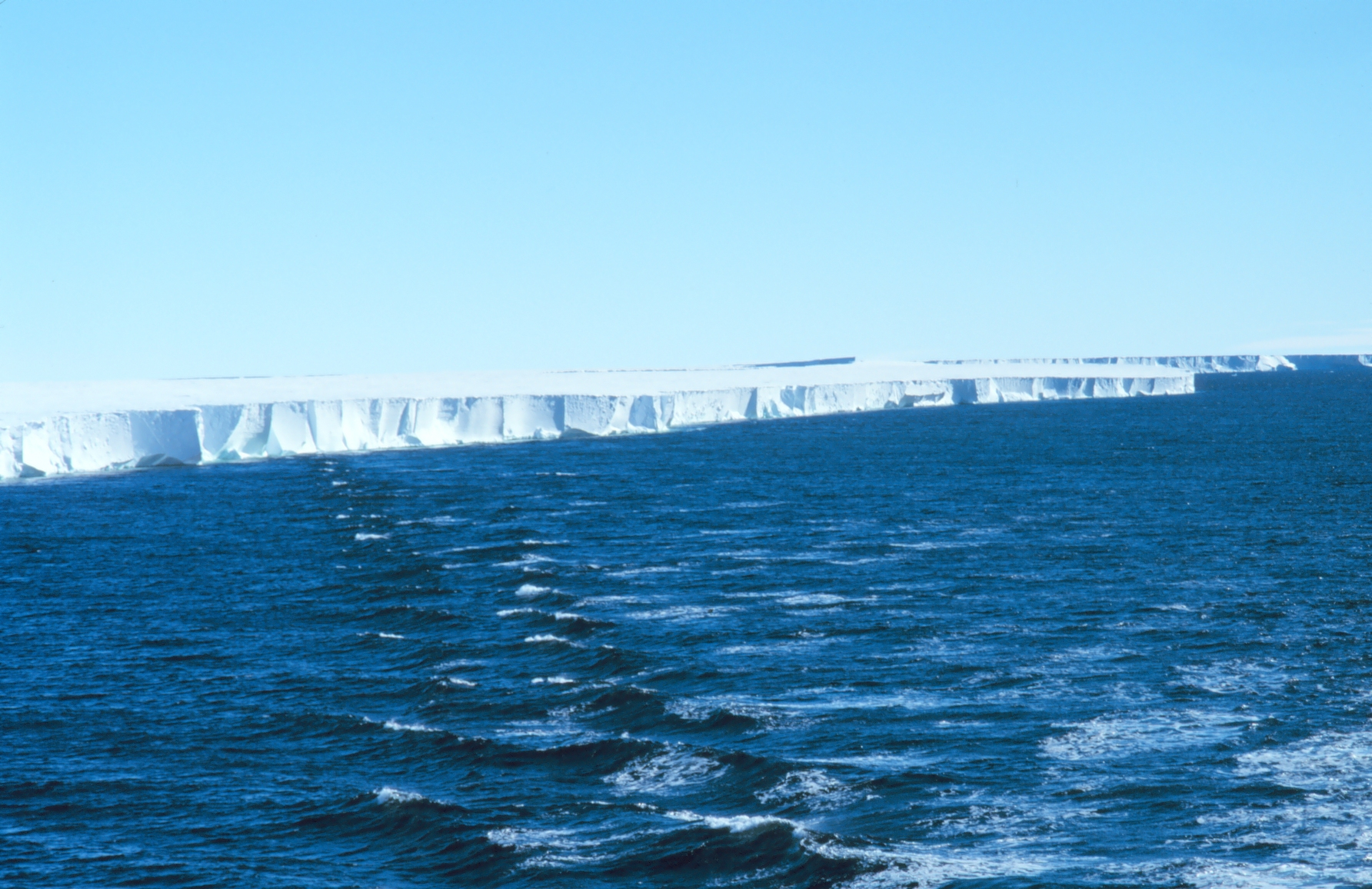
O extremo da Plataforma de gelo Ross ou "Grande Barreira de gelo", onde Borchgrevink desembarcou em 1900 para tentar atingir uma latitude mais a sul.

O primeiro porto de paragem no mar de Ross foram as ilhas Possessão, onde a lata deixada por Borchgrevink e Bull em 1895, foi recuperada. Prosseguiram para sul, através a costa da Terra de Vitória, descobrindo mais ilhas, uma das quais recebeu o nome de Sir Clements Markham, cuja hostilidade contra a expedição continuou, mesmo depois desta homenagem. O Southern Cross seguiu para a ilha de Ross, onde foi observado o vulcão monte Érebo, e tentado um desembarque em cabo Crozier, na base do monte Terror. Aqui, Borchgrevink e o capitão Jensen por pouco não se afogavam devido a uma onda provocada por uma quebra num grande bloco de gelo da Grande Barreira. Seguindo o percurso de James Clark Ross, 60 anos antes, viajaram para leste ao longo da Barreira, para tentar encontrar a entrada onde, em 1843, Ross atingiu a sua latitude mais a sul. Depois de efectuados alguns cálculos, verificaram que a Barreira se tinha movimentado cerca de 48 km para sul, desde o tempo de Ross, o que queria dizer que estavam ainda mais a sul que o recorde de Ross. Contudo, Borchgrevink queria efectuar um desembarque na Barreira. Na proximidade da enseada de Ross, encontrou um local onde a inclinação do gelo permitia um desembarque. No dia 16 de Fevereiro, ele, Colbeck e Savio desembarcaram com cães e um trenó, subiram pela Barreira, e viajaram para sul até uma latitude de 78°50′S, o que, de acordo com os seus cálculos, era um novo recorde. Foram os primeiros a viajar pela Barreira, recebendo os parabéns de Amundsen: "Temos que reconhecer que, tendo subido pela Barreira, Borchgrevink abriu o caminho para o sul, derrubando os grandes obstáculos para as expedições seguintes".
Dez anos depois, Amundsen estabeleceria o seu acampamento-base, "Framheim", próximo daquele local, na sua expedição, bem-sucedida, ao Polo Sul.
No seu regresso para norte, o Southern Cross parou na ilha Franklin, ao largo da costa da Terra de Vitória, e realizou vários cálculos magnéticos. Estes indicaram que a posição do Polo Sul Magnético era, tal como esperado, dentro da Terra de Vitória, mas mais a norte e mais a oeste, que o inicialmente assumido. Regressaram, depois, a casa, atravessando o Círculo Polar Antárctico a 28 de Fevereiro. A 1 de Abril, o seu regresso em segurança foi informado por telegrama, desde Bluff, na Nova Zelândia.

## Rescaldo

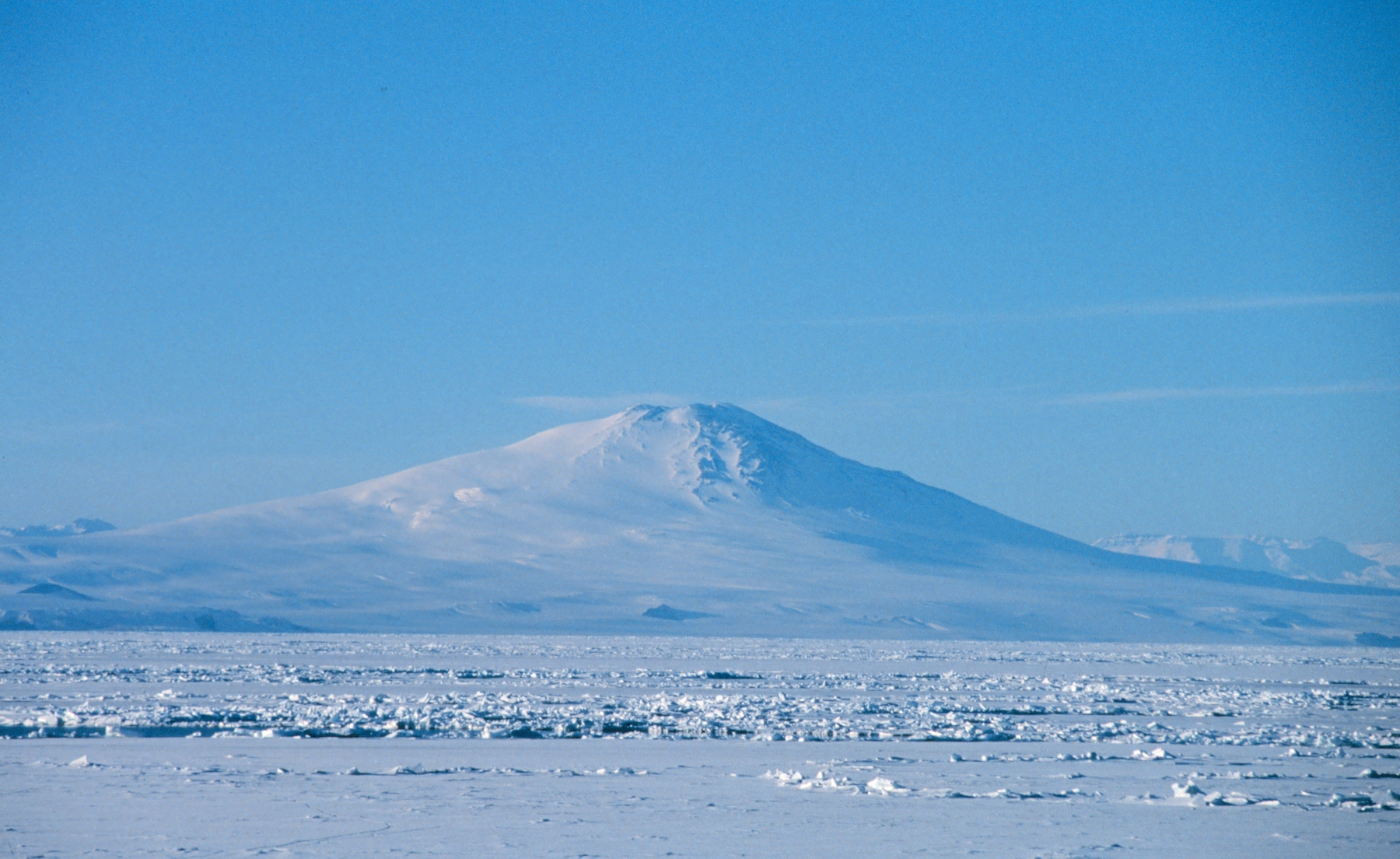
O monte Melbourne, na Terra de Vitória, na base do qual Borchgrevink descobriu "um excelente local para acampar".

O Southern Cross regressou a Inglaterra em Junho de 1900, e a sua recepção foi pouco entusiástica. No meio geográfico, o facto de ele ter recebido o apoio de Newnes, continuava a ser uma questão delicada; a atenção do público estava virada para os preparativos da expedição Discovery de Scott, a acontecer no ano seguinte. Entretanto, Borchgrevink falava da sua viagem como tendo sido um grande sucesso, dizendo: "As regiões antárcticas podem ser outro Klondike" — no que diz respeito à abundância de peixe, focas e extracção de minerais. Ele tinha demonstrado que era possível a uma expedição residente sobreviver ao Inverno antártico, e fez várias descobertas geográficas. Estas descobertas incluíam novas ilhas na Baía de Robertson e no mar de Ross; tinha, também, efectuado os primeiros desembarques na ilha Franklin, ilha Coulman, ilha Ross e Grande Barreira de Gelo. A pesquisa que fez na costa da Terra de Vitória tinha mostrado a "importante descoberta geográfica;... do Fiorde Southern Cross, tal como do excelente local para acampar na base do monte Melbourne". Para ele, a grande conquista foi a escalada da Grande Barreira de Gelo e a viagem "ao ponto mais a sul alguma vez atingido pelo homem".
O relato da expedição de Borchgrevink, First on the Antarctic Continent (O Primeiro no Continente Antárctico), foi publicado no ano seguinte; a edição inglesa, que terá sido exagerada pelos jornalistas de Newnes, foi criticada pelo seu estilo "jornalístico" e pelo tom de gozo. O autor, "conhecido pela sua falta de modéstia e de jeito", viajou por Inglaterra e pela Escócia para dar conferências sendo, no entanto, recebido de forma pouco entusiástica.
Hugh Robert Mill afirmou que, embora os resultados científicos da expedição não tivessem sido tão bons quanto esperado (alguns dos apontamento de Hanson desapareceram misteriosamente), a expedição foi "interessante do ponto de vista científico". As condições meteorológicas e magnéticas da Terra de Vitória foram registadas durante um ano inteiro; a localização do Polo Sul Magnético foi calculada (embora não visitada); e foram recolhidas amostras da flora e da fauna do continente, tal como geológicas. Borchgrevink também afirmou ter descoberto um novo insecto e espécies "bi-polares", ou seja, existentes tanto no Polo Sul como no Polo Norte.
As organizações geográficas no Reino Unido, e noutros países, demoraram tempo a reconhecer formalmente a expedição. A Real Sociedade de Geografia (RSG) entregou a Borchgrevink o título de fellowship e outras medalhas e honras, seguidas de outras da Noruega, Dinamarca e Estados Unidos, mas as conquistas da expedição não tiveram projecção geral. Markham continuou nos seus ataques a Borchgrevink, descrevendo-o como astuto e sem escrúpulos; O reconhecimento de Amundsen acabou por ser único. O biógrafo de Scott, David Crane, presume que se Borchgrevink fosse um oficial naval, a sua expedição teria recebido um tratamento diferente no Reino Unido, por outro lado, "um marinheiro e professor norueguês nunca seria levado a sério". Um reconhecimento tardio chegou em 1930, muito depois da morte de Markham, quando a RSG entregou a Borchgrevink a sua Medalha do Patrono. A RSG admitiu que "não tinha sido feita justiça na altura ao trabalho pioneiro da expedição Southern Cross," e que a dimensão das dificuldades por que passaram não foi bem entendida. Depois da expedição, Borchgrevink teve uma vida calma, longe do olhar do público. Morreu em Oslo, em 21 de Abril de 1934.